# Daniel Wong
Daniel Wong, född 2 februari 1689 i Linköping, Östergötlands län, död 18 februari 1744 i Hällestads församling, Östergötlands län, var en svensk präst.
Ett porträtt av Wong förstördes när Hällestads kyrka brann ner 1893.

## Biografi
Wong föddes 2 februari 1689 i Linköping. Han var son till domprosten Olavus Johannis Wong och Margareta Laurinus. Wong började sina studier i Linköping och blev höstterminen 1707 student vid Uppsala universitet. Han prästvigdes 31 januari 1721 till huspredikant på Gripenbergs slott. Wong blev samma år skvadronspredikant vid Östgöta kavalleri. 1717 blev han kyrkoherde i Vånga församling. Wong blev slutligen kyrkoherde 1735 i Hällestads församling och 1743 prost. Han var även kontraktsprost 1743 i Bergslags kontrakt. Wong avled 18 februari 1744 i Hällestads socken och begravdes 29 februari samma år.

### Familj
Wong gifte sig 1 maj 1718 med Kerstin Retzius (1696-1776). Hon var dotter till kyrkoherde Israel Retzius och Anna Rydelius i Vånga församling. De fick tillsammans barnen Anna Margareta Wong som var gift med komministern J. Wigius i Kuddby församling, Olof Wong (1720-1729), Christina Catharina Wong som var gift med kyrkoherdarna Jonas Lichfeldt, C. Birgersson och M. Roselius i Ringarums församling, tullförvaltaren Israel Wong (född 1724) i Malmö, Helena Wong som var gift med komministern N. Hammarvik i Ringarums församling, kyrkoherden Olof Wong i Vikingstads församling, Maria Wong (1735-1771) och Elisabeth Wong (1735-1736).